# Världscupen i hastighetsåkning på skridskor 2009/2010
Världscupen i hastighetsåkning på skridskor 2009/2010 var en internationell tävling bestående av flera mindre tävlingar som är utspridda över säsongen. Världscupen inleddes i Berlin den 6 november 2009 och avslutades i Heerenveen den 14 mars 2010. Världscupen organiserades av ISU

## Resultat

### Berlin

#### Herrar
| Gren:   | Guld:                     | Tid     | Silver:                    | Tid     | Brons:                    | Tid     |
| 500 m 1 | Lee Kang-Seok Sydkorea    | 34,80   | Lee Kyu-Hyeok Sydkorea     | 35,02   | Keiichiro Nagashima Japan | 35,13   |
| 500 m 2 | Tucker Fredricks USA      | 35,06   | Lee Kang-Seok Sydkorea     | 35,10   | Lee Kyu-Hyeok Sydkorea    | 35,10   |
| 1000 m  | Shani Davis USA           | 1.08,53 | Jevgenij Lalenkov Ryssland | 1.09,11 | Mun Jun Sydkorea          | 1.09,43 |
| 1500 m  | Shani Davis USA           | 1.44,47 | Håvard Bøkko Norge         | 1.45,56 | Denny Morrison Kanada     | 1.45,69 |
| 5000 m  | Sven Kramer Nederländerna | 6.14,69 | Håvard Bøkko Norge         | 6.17,17 | Bob de Jong Nederländerna | 6.19,22 |

#### Damer
| Gren:   | Guld:                      | Tid     | Silver:                    | Tid     | Brons:                          | Tid     |
| 500 m 1 | Wang Beixing Kina          | 37,85   | Jenny Wolf Tyskland        | 38,04   | Nao Kodaira Japan               | 38,19   |
| 500 m 2 | Jenny Wolf Tyskland        | 37,52   | Wang Beixing Kina          | 37,94   | Annette Gerritsen Nederländerna | 38,27   |
| 1000 m  | Christine Nesbitt Kanada   | 1.15,41 | Nao Kodaira Japan          | 1.15,92 | Marianne Timmer Nederländerna   | 1.16,13 |
| 1500 m  | Christine Nesbitt Kanada   | 1.55,54 | Martina Sáblíková Tjeckien | 1.56,99 | Brittany Schussler Kanada       | 1.57,26 |
| 3000 m  | Martina Sáblíková Tjeckien | 4.00,75 | Masako Hozumi Japan        | 4.06,25 | Stephanie Beckert Tyskland      | 4.07,17 |

### Heerenveen (1)

#### Herrar
| Gren:   | Guld:                     | Tid     | Silver:                     | Tid     | Brons:                         | Tid     |
| 500 m 1 | Keiichiro Nagashima Japan | 34,98   | Tucker Fredricks USA        | 35,00   | Ronald Mulder Nederländerna    | 35,07   |
| 500 m 2 | Joji Kato Japan           | 34,98   | Jan Smeekens Nederländerna  | 35,02   | Lee Kang-Seok Sydkorea         | 35,13   |
| 1000 m  | Shani Davis USA           | 1.08,48 | Simon Kuipers Nederländerna | 1.09,06 | Mo Tae-Bum Sydkorea            | 1.09,11 |
| 1500 m  | Shani Davis USA           | 1.44,48 | Håvard Bøkko Norge          | 1.45,57 | Stefan Groothuis Nederländerna | 1.45,74 |
| 5000 m  | Sven Kramer Nederländerna | 6.16,29 | Bob de Jong Nederländerna   | 6.16,38 | Håvard Bøkko Norge             | 6.17,10 |
| Stafett | USA Nederländerna         | 3.43,94 |                             |         | Italien                        | 3.45,62 |

#### Damer
| Gren:   | Guld:                      | Tid     | Silver:                         | Tid     | Brons:                          | Tid     |
| 500 m 1 | Jenny Wolf Tyskland        | 37,92   | Wang Beixing Kina               | 38,19   | Annette Gerritsen Nederländerna | 38,23   |
| 500 m 2 | Jenny Wolf Tyskland        | 37,83   | Wang Beixing Kina               | 38,07   | Annette Gerritsen Nederländerna | 38,18   |
| 1000 m  | Christine Nesbitt Kanada   | 1.15,47 | Annette Gerritsen Nederländerna | 1.16,03 | Natasja Bruintjes Nederländerna | 1.16,08 |
| 1500 m  | Ireen Wüst Nederländerna   | 1.56,69 | Christine Nesbitt Kanada        | 1.56,74 | Kristina Groves Kanada          | 1.57,05 |
| 3000 m  | Stephanie Beckert Tyskland | 4.05,29 | Martina Sáblíková Tjeckien      | 4.05,68 | Daniela Anschütz-Thoms Tyskland | 4.05,73 |
| Stafett | Kanada                     | 3.00,39 | Nederländerna                   | 3.02,12 | Ryssland                        | 3.02,40 |

### Hamar

#### Herrar
| Gren:   | Guld:                     | Tid      | Silver:                   | Tid      | Brons:                | Tid      |
| 1500 m  | Shani Davis USA           | 1.44,27  | Lucas Makowsky Kanada     | 1.45,40  | Håvard Bøkko Norge    | 1.45,61  |
| 10000 m | Sven Kramer Nederländerna | 12.50,96 | Bob de Jong Nederländerna | 12.54,97 | Ivan Skobrev Ryssland | 13.09,41 |

#### Damer
| Gren:  | Guld:                      | Tid     | Silver:                    | Tid     | Brons:                          | Tid     |
| 1500 m | Kristina Groves Kanada     | 1.55,16 | Ireen Wüst Nederländerna   | 1.55,95 | Martina Sáblíková Tjeckien      | 1.56,34 |
| 5000 m | Martina Sáblíková Tjeckien | 6.50,07 | Stephanie Beckert Tyskland | 6.52,79 | Daniela Anschütz-Thoms Tyskland | 6.59,62 |

### Calgary

#### Herrar
| Gren:   | Guld:                                                       | Tid     | Silver:                                             | Tid     | Brons:                                                         | Tid     |
| 500 m 1 | Mika Poutala Finland                                        | 34,38   | Joji Kato Japan                                     | 34,45   | Jamie Gregg Kanada                                             | 34,45   |
| 500 m 2 | Lee Kyu-Hyeok Sydkorea                                      | 34,28   | Mika Poutala Finland                                | 34,38   | Tucker Fredricks USA                                           | 34,50   |
| 1000 m  | Shani Davis USA                                             | 1.06,91 | Lee Kyu-Hyeok Sydkorea                              | 1.07,61 | Denny Morrison Kanada                                          | 1.07,77 |
| 1500 m  | Chad Hedrick USA                                            | 1.42,14 | Shani Davis USA                                     | 1.42,19 | Denny Morrison Kanada                                          | 1.42,74 |
| 5000 m  | Sven Kramer Nederländerna                                   | 6.11,11 | Ivan Skobrev Ryssland                               | 6.13,19 | Bob de Jong Nederländerna                                      | 6.13,80 |
| Stafett | Nederländerna Sven Kramer Carl Verheijen Wouter Olde Heuvel | 3.38,05 | Kanada Denny Morrison Lucas Makowsky Mathieu Giroux | 3.39,17 | Norge Håvard Bøkko Sverre Lunde Pedersen Fredrik van der Horst | 3.41,59 |

#### Damer
| Gren:   | Guld:                                                       | Tid     | Silver:                                        | Tid     | Brons:                                                     | Tid     |
| 500 m 1 | Jenny Wolf Tyskland                                         | 37,33   | Wang Beixing Kina Lee Sang-Hwa Sydkorea        | 37,34   |                                                            |         |
| 500 m 2 | Jenny Wolf Tyskland                                         | 37,21   | Wang Beixing Kina                              | 37,60   | Lee Sang-Hwa Sydkorea                                      | 37,64   |
| 1000 m  | Christine Nesbitt Kanada                                    | 1.14,03 | Annette Gerritsen Nederländerna                | 1.14,48 | Monique Angermüller Tyskland                               | 1.14,68 |
| 1500 m  | Kristina Groves Kanada                                      | 1.54,35 | Christine Nesbitt Kanada                       | 1.54,43 | Elma de Vries Nederländerna                                | 1.54,55 |
| 3000 m  | Stephanie Beckert Tyskland                                  | 3.56,80 | Martina Sáblíková Tjeckien                     | 3.56,83 | Daniela Anschütz-Thoms Tyskland                            | 3.58,07 |
| Stafett | Kanada Kristina Groves Christine Nesbitt Brittany Schussler | 2.55,79 | Japan Masako Hozumi Maki Tabata Shiho Ishizawa | 2.59,79 | Tyskland Isabell Ost Stephanie Beckert Katrin Mattscherodt | 3.00,25 |

### Salt Lake City

#### Herrar
| Gren:   | Guld:                                                        | Tid        | Silver:                                         | Tid     | Brons:                                          | Tid     |
| 500 m 1 | Lee Kyu-Hyeok Sydkorea                                       | 34,26      | Yuya Oikawa Japan                               | 34,27   | Mika Poutala Finland                            | 34,31   |
| 500 m 2 | Lee Kyu-Hyeok Sydkorea                                       | 34,26      | Lee Kang-Seok Sydkorea                          | 34,28   | Tucker Fredricks USA                            | 34,35   |
| 1000 m  | Shani Davis USA                                              | 1.06,67    | Lee Kyu-Hyeok Sydkorea                          | 1.07,07 | Mika Poutala Finland                            | 1.07,24 |
| 1500 m  | Shani Davis USA                                              | 1.41,04 WR | Chad Hedrick USA                                | 1.42,19 | Mo Tae-Bum Sydkorea                             | 1.42,85 |
| 5000 m  | Enrico Fabris Italien                                        | 6.06,06    | Bob de Jong Nederländerna                       | 6.08,76 | Ivan Skobrev Ryssland                           | 6.10,58 |
| Stafett | Norge Håvard Bøkko Mikael Flygind-Larsen Henrik Christiansen | 3.39,55    | Italien Matteo Anesi Enrico Fabris Luca Stefani | 3.39,72 | Kanada Steven Elm Lucas Makowsky Mathieu Giroux | 3:40,34 |

#### Damer
| Gren:        | Guld:                                                              | Tid      | Silver:                                                | Tid     | Brons:                                                                | Tid     |
| 500 m 1      | Jenny Wolf Tyskland                                                | 37,00 WR | Wang Beixing Kina                                      | 37,14   | Lee Sang-Hwa Sydkorea                                                 | 37,24   |
| 500 m 2      | Wang Beixing Kina                                                  | 37,02    | Jenny Wolf Tyskland                                    | 37,17   | Lee Sang-Hwa Sydkorea                                                 | 37,24   |
| 1000 m       | Christine Nesbitt Kanada                                           | 1.13,36  | Wang Beixing Kina                                      | 1.14,01 | Nao Kodaira Japan                                                     | 1.14,17 |
| 1500 m       | Christine Nesbitt Kanada                                           | 1.13,36  | Kristina Groves Kanada                                 | 1.53,32 | Jennifer Rodriguez USA                                                | 1.54,19 |
| 3000 m       | Martina Sáblíková Tjeckien                                         | 3.56,29  | Stephanie Beckert Tyskland                             | 3.57,78 | Kristina Groves Kanada                                                | 3.58,67 |
| Team Pursuit | Ryssland Yekaterina Abramova Galina Likhachova Yekaterina Shikhova | 2.57,18  | Kanada Kristina Groves Christine Nesbitt Cindy Klassen | 2.57,35 | Tyskland Daniela Anschütz-Thoms Stephanie Beckert Katrin Mattscherodt | 2.57,36 |

### Erfurt

#### Herrar
| Gren:    | Guld:                      | Tid     | Silver:                        | Tid     | Brons:                                      | Tid     |
| 500 m 1  | Jan Smeekens Nederländerna | 34,97   | Yuya Oikawa Japan              | 35,10   | Ronald Mulder Nederländerna                 | 35,25   |
| 500 m 2  | Jan Smeekens Nederländerna | 35,20   | Yuya Oikawa Japan              | 35,21   | Mika Poutala Finland Dmitry Lobkov Ryssland | 35,22   |
| 1000 m 1 | Shani Davis USA            | 1.09,29 | Mark Tuitert Nederländerna     | 1.09,43 | Stefan Groothuis Nederländerna              | 1.09,48 |
| 1000 m 2 | Shani Davis USA            | 1.09,25 | Stefan Groothuis Nederländerna | 1.09,50 | Mark Tuitert Nederländerna                  | 1.09,64 |

#### Damer
| Gren:    | Guld:                        | Tid     | Silver:                           | Tid     | Brons:                          | Tid     |
| 500 m 1  | Jenny Wolf Tyskland          | 38,08   | Margot Boer Nederländerna         | 38,49   | Heather Richardson USA          | 38,93   |
| 500 m 2  | Jenny Wolf Tyskland          | 38,10   | Margot Boer Nederländerna         | 38,41   | Thijsje Oenema Nederländerna    | 38,80   |
| 1000 m 1 | Monique Angermüller Tyskland | 1.16,36 | Margot Boer Nederländerna         | 1.16,48 | Natasja Bruintjes Nederländerna | 1.16,59 |
| 1000 m 2 | Yekaterina Shikhova Ryssland | 1.16,93 | Laurine van Riessen Nederländerna | 1.17,18 | Natasja Bruintjes Nederländerna | 1.17,29 |

### Heerenveen (Final)

#### Herrar
| Gren:        | Guld:                                                        | Tid     | Silver:                                             | Tid     | Brons:                                     | Tid     |
| 500 m/Race 1 | Jan Smeekens Nederländerna                                   | 34,99   | Tucker Fredricks USA                                | 35,01   | Ronald Mulder Nederländerna                | 35,24   |
| 500 m/Race 2 | Jan Smeekens Nederländerna                                   | 35,05   | Ronald Mulder Nederländerna                         | 35,19   | Akio Ohta Japan                            | 35,35   |
| 1000 m       | Shani Davis USA                                              | 1.08,89 | Stefan Groothuis Nederländerna                      | 1.09,07 | Mark Tuitert Nederländerna                 | 1.09,13 |
| 1500 m       | Shani Davis USA                                              | 1.45,20 | Denny Morrison Kanada                               | 1.46,12 | Kjeld Nuis Nederländerna                   | 1.46,61 |
| 5000 m       | Håvard Bøkko Norge                                           | 6.20,52 | Sverre Haugli Norge                                 | 6.21,69 | Ivan Skobrev Ryssland                      | 6.23,24 |
| Team Pursuit | Norge Håvard Bøkko Henrik Christiansen Mikael Flygind Larsen | 3.42,77 | Kanada Mathieu Giroux Denny Morrison Lucas Makowsky | 3.44,30 | USA Ryan Bedford Shani Davis Jonathan Kuck | 3.45,70 |

#### Damer
| Gren:   | Guld:                                                   | Tid     | Silver:                                                               | Tid     | Brons:                                      | Tid     |
| 500 m 1 | Jenny Wolf Tyskland                                     | 38,18   | Margot Boer Nederländerna                                             | 38,22   | Annette Gerritsen Nederländerna             | 38,67   |
| 500 m 2 | Jenny Wolf Tyskland                                     | 37,96   | Annette Gerritsen Nederländerna                                       | 38,32   | Margot Boer Nederländerna                   | 38,41   |
| 1000 m  | Yekaterina Shikhova Ryssland                            | 1.16,25 | Annette Gerritsen Nederländerna                                       | 1.16,35 | Natasja Bruintjes Nederländerna             | 1.16,60 |
| 1500 m  | Kristina Groves Kanada                                  | 1.58,15 | Martina Sáblíková Tjeckien                                            | 1.58,27 | Brittany Schussler Kanada                   | 1.58,60 |
| 3000 m  | Martina Sáblíková Tjeckien                              | 4.06,25 | Daniela Anschütz-Thoms Tyskland                                       | 4.06,54 | Stephanie Beckert Tyskland                  | 4.07,57 |
| Stafett | Kanada Kristina Groves Cindy Klassen Brittany Schussler | 3.02,05 | Tyskland Stephanie Beckert Anni Friesinger-Postma Katrin Mattscherodt | 3.03,43 | Japan Masako Hozumi Nao Kodaira Maki Tabata | 3.04,58 |

## Ställning

### Herrar

#### 500 m
| pl. | namn             | poäng |
| --- | ---------------- | ----- |
| 1   | Tucker Fredricks | 788   |
| 2   | Jan Smeekens     | 742   |
| 3   | Mika Poutala     | 702   |

#### 1000 m
| pl. | namn             | poäng |
| --- | ---------------- | ----- |
| 1   | Shani Davis      | 750   |
| 2   | Mark Tuitert     | 425   |
| 3   | Stefan Groothuis | 355   |

#### 1500 m
| pl. | namn           | poäng |
| --- | -------------- | ----- |
| 1   | Shani Davis    | 630   |
| 2   | Håvard Bøkko   | 395   |
| 3   | Denny Morrison | 338   |

#### 5000 & 10000 m
| pl. | namn         | poäng |
| --- | ------------ | ----- |
| 1   | Håvard Bøkko | 455   |
| 2   | Ivan Skobrev | 430   |
| 3   | Bob de Jong  | 416   |

#### Stafett
| pl. | lag           | poäng |
| --- | ------------- | ----- |
| 1   | Norge         | 380   |
| 2   | Nederländerna | 350   |
| 3   | Kanada        | 306   |

### Damer

#### 500 m
| pl. | namn         | poäng |
| --- | ------------ | ----- |
| 1   | Jenny Wolf   | 1260  |
| 2   | Margot Boer  | 700   |
| 3   | Wang Beixing | 680   |

#### 1000 m
| pl. | namn                | poäng |
| --- | ------------------- | ----- |
| 1   | Christine Nesbitt   | 472   |
| 2   | Margot Boer         | 395   |
| 3   | Monique Angermüller | 351   |

#### 1500 m
| pl. | namn              | poäng |
| --- | ----------------- | ----- |
| 1   | Kristina Groves   | 560   |
| 2   | Christine Nesbitt | 374   |
| 3   | Martina Sáblíková | 348   |

#### 3000 & 5000 m
| pl. | namn                   | poäng |
| --- | ---------------------- | ----- |
| 1   | Martina Sáblíková      | 610   |
| 2   | Stephanie Beckert      | 535   |
| 3   | Daniela Anschütz-Thoms | 435   |

#### Stafett
| pl. | lag      | poäng |
| --- | -------- | ----- |
| 1   | Kanada   | 430   |
| 2   | Ryssland | 320   |
| 3   | Tyskland | 310   |